# Vallée de la Matapédia
Vous lisez un « bon article » labellisé en 2009.
Cet article concerne la Vallée de la Matapédia. Pour l'article sur la MRC, voir La Matapédia. Pour les autres significations, voir Matapédia.
La vallée de la Matapédia est formée au sein des monts Chic-Chocs, section des monts Notre-Dame, massif qui forme un prolongement de la chaîne de montagnes des Appalaches dans l'Est du Québec, au Canada. Son nom est emprunté à la rivière qui la sillonne et au lac qui est en son centre. Elle est située au Sud-Ouest de la péninsule gaspésienne et s'étire sur une longueur de 375 km.
Son territoire principalement agricole et forestier comprend plus de 20 000 habitants répartis dans une trentaine de municipalités et principalement concentrés le long de l'axe de communication principal qui la traverse d'est en ouest, la route provinciale 132. Amqui est le chef-lieu de La Matapédia et la ville la plus importante de la vallée avec sa population de plus de 6 000 habitants.
La vallée de la Matapédia a connu le développement de la nation amérindienne des Micmacs vers 500 ans av. J.-C. La colonisation canadienne-française débuta en 1833 lorsque Pierre Brochu s'installa à la tête du lac Matapédia le long du chemin Kempt. Les colons commencèrent à s'établir en plus grand nombre vers la fin du XIXe siècle avec le développement de l'industrie forestière et le défrichement des terres agricoles. Le tourisme dans la vallée se développe au sein de la région touristique de la Gaspésie.

## Toponymie
La vallée reprend le nom de la rivière Matapédia qui y coule. Les graphies « Matapeguia » et « Matapediac » ont été utilisées dans le passé. Matapédia est un dérivé du terme micmac matapegiag qui signifie « jonction de rivière », du micmac mata pour jonction et pegiag pour rivière.

## Géographie

### Situation géographique

Carte de la vallée de la Matapédia

À l'ouest, la vallée se forme à la hauteur du village de Sainte-Angèle-de-Mérici. Elle s'élargit du nord au sud sur une longueur de 375 km jusqu'à son extrémité orientale qui est bordée par la rivière Restigouche, laquelle constitue la frontière avec le Nouveau-Brunswick. Son point le plus oriental correspond à la ville de Matapédia.
La vallée de la Matapédia se situe sur le versant sud du fleuve Saint-Laurent dans les régions administratives du Bas-Saint-Laurent et de la Gaspésie–Îles-de-la-Madeleine. C'est en fait la seule région gaspésienne qui n'a pas de littoral avec la mer.

### Topographie

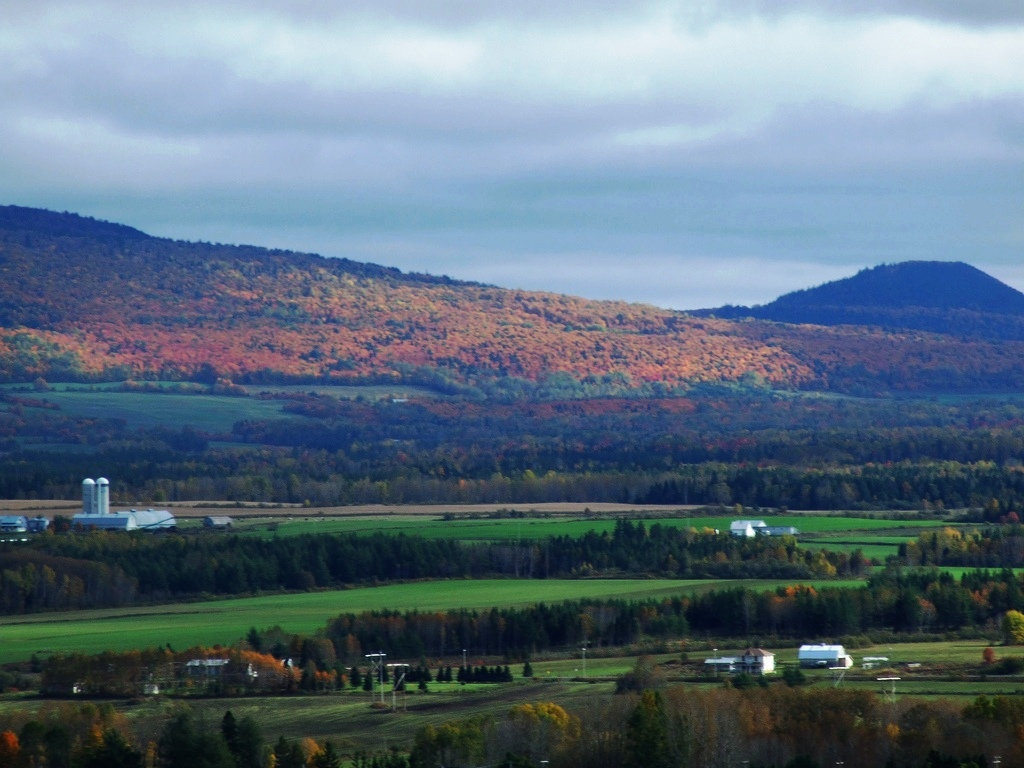
Monts Chic-Chocs formant la vallée de la Matapédia

La vallée de la Matapédia est creusée dans les monts Chic-Chocs situés dans le nord de la chaîne des Appalaches. Les deux principaux plans d'eau sont le lac Matapédia qui s'étend de Sayabec à Amqui et le lac au Saumon situé dans la municipalité éponyme.
La vallée s'étend du fleuve Saint-Laurent jusqu'à la baie des Chaleurs. La partie nord-ouest de la vallée est plutôt plane entourée de petits monts qui ne dépassent pas 400 m d'altitude. Plus au centre de la vallée, près de Saint-Cléophas et de Sainte-Irène, les sommets atteignent 800 m d'altitude dont le mont du parc régional de Val-d'Irène qui a une altitude de 685 m. La partie sud-est de la vallée est plus accidentée et escarpée. Les sommets y atteignent 600 m d'altitude. À l'autre extrême, le lac Matapédia est à une altitude de 158 m.
La vallée de la Matapédia comprend 20 000 hectares de terres consacrées à l'agriculture et 500 000 hectares de forêts réparties à parts égales entre les propriétés privées et publiques. Les principales municipalités agricoles de la vallée sont Amqui, Causapscal, Saint-Damase, Val-Brillant et Saint-Léon-le-Grand.
Le sol de la vallée fait partie de l'ensemble géologique des Appalaches. Il est surtout composé de grès feldspathique de Gaspé, de calcaires supérieurs de Gaspé et d'un mélange de grès, de mudstone et de calcaire du groupe des Chaleurs datant des époques dévonienne et silurienne.

### Hydrographie

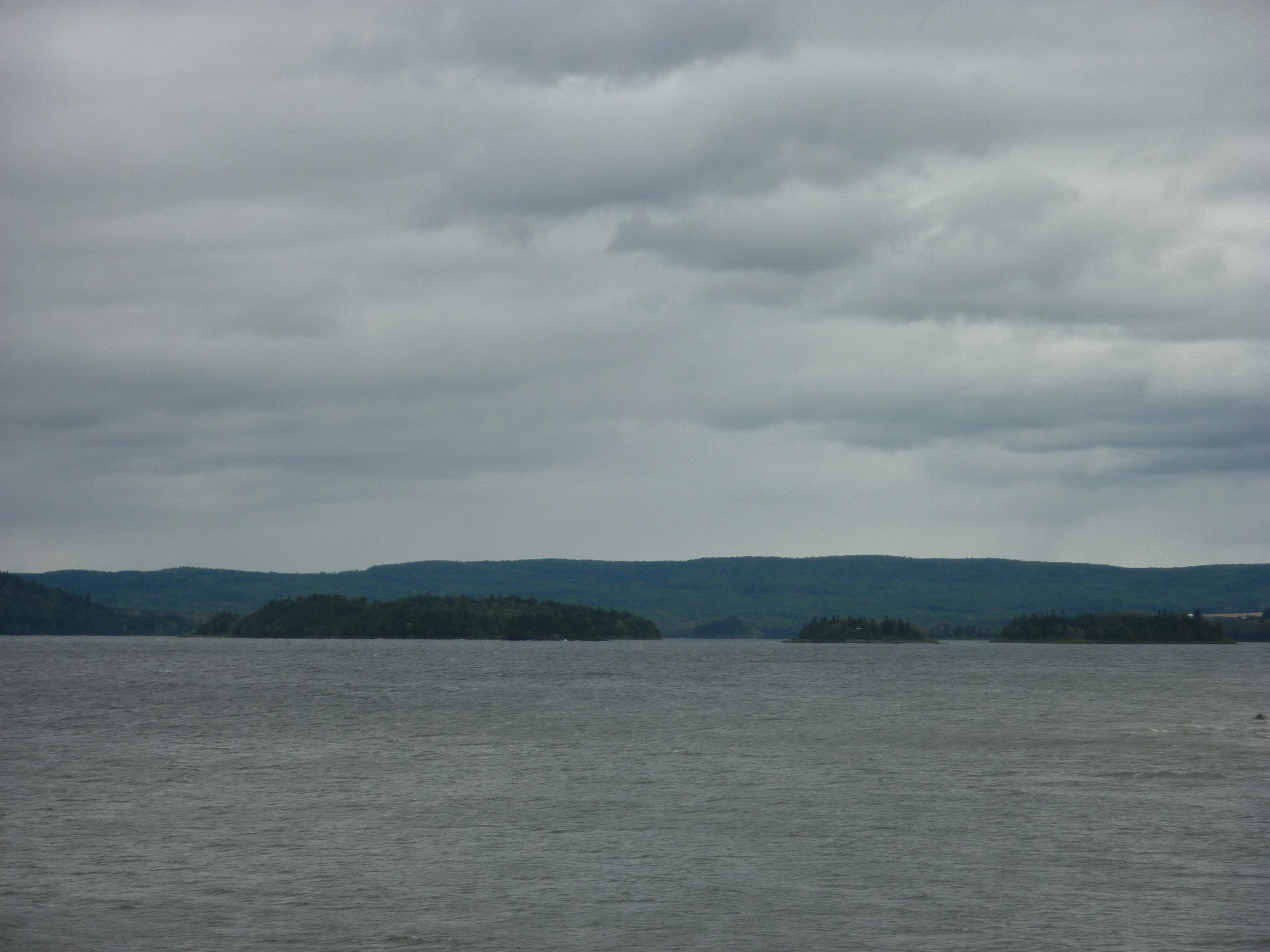
Lac Matapédia

Le territoire de la vallée de la Matapédia est drainé par la rivière Matapédia qui a un bassin versant de 3 824 km2. Celle-ci est reconnue pour la pêche aux saumons de l'Atlantique. De plus, la vallée comprend plus de 200 lacs dont le plus important est le lac Matapédia d'une superficie de 38 km2. Le second lac en importance est le lac au Saumon qui a donné son nom à la municipalité de Lac-au-Saumon qui est alimenté et drainé principalement par la rivière Matapédia.

### Démographie
| Année | Population |
| ----- | ---------- |
| 1895  | 8 000      |
| 1922  | 30 000     |
| 2006  | 20 000     |

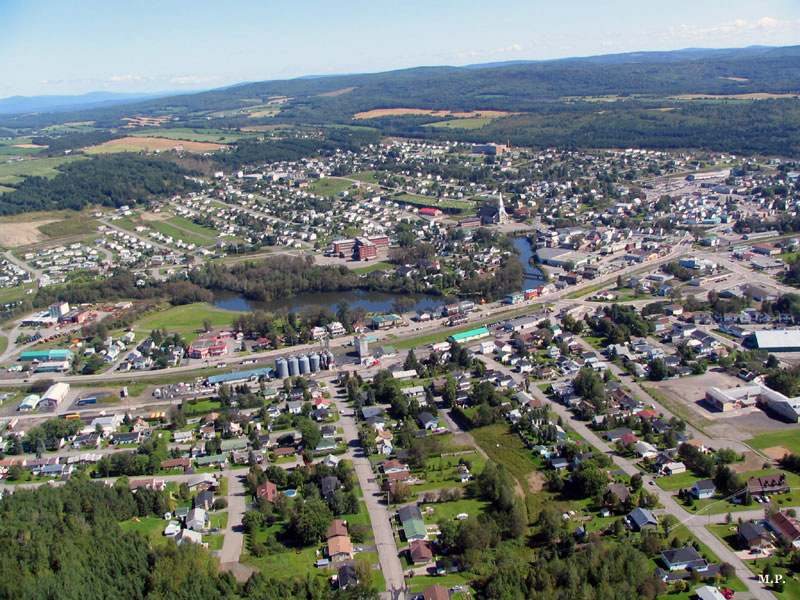
Amqui, la plus grande ville de la vallée

Les municipalités régionales de comté (MRC) de La Mitis, La Matapédia et d'Avignon composent le territoire géographique de la vallée de la Matapédia qui comprend une trentaine de municipalités. Les centres économiques importants sont Amqui, Causapscal et Sayabec. La région comprend plus de 20 000 habitants. La densité démographique est beaucoup plus élevée le long du lac Matapédia et de la rivière Matapédia que dans les régions plus éloignées de la vallée. En effet, le long du lac et de la rivière, la densité de population est de 12 habitants au km2 tandis que, sur les plateaux de la vallée, elle est de 5 habitants au km2. Les territoires non-organisés en municipalités de la vallée sont quasiment inhabités.
| Municipalité               | Population      | Année de constitution |
| MRC de La Mitis            | MRC de La Mitis | MRC de La Mitis       |
| -------------------------- | --------------- | --------------------- |
| Sainte-Angèle-de-Mérici    | 1 081           | 1989                  |
| Padoue                     | 283             | 1911                  |
| Sainte-Jeanne-d'Arc        | 322             | 1922                  |
| La Rédemption              | 219             | 1968                  |
| MRC de La Matanie          |                 |                       |
| Sainte-Paule               | 322             | 1922                  |
| MRC de La Matapédia        |                 |                       |
| Saint-Damase               | 429             | 1885                  |
| Saint-Noël                 | 515             | 1906                  |
| Saint-Moïse                | 661             | 1878                  |
| Sayabec                    | 1 953           | 1982                  |
| Saint-Cléophas             | 450             | 1921                  |
| Val-Brillant               | 1 003           | 1986                  |
| Sainte-Irène               | 308             | 1953                  |
| Amqui                      | 6 395           | 1991                  |
| Saint-Alexandre-des-Lacs   | 275             | 1965                  |
| Saint-Tharcisius           | 510             | 1937                  |
| Saint-Vianney              | 520             | 1926                  |
| Lac-au-Saumon              | 1 517           | 1997                  |
| Saint-Léon-le-Grand        | 1 073           | 1903                  |
| Saint-Zénon-du-Lac-Humqui  | 427             | 1920                  |
| Albertville                | 350             | 1950                  |
| Causapscal                 | 2 556           | 1997                  |
| Sainte-Florence            | 458             | 1911                  |
| Sainte-Marguerite-Marie    | 242             | 1957                  |
| MRC d'Avignon              |                 |                       |
| Saint-André-de-Restigouche | 220             | 1855                  |
| Ristigouche-Partie-Sud-Est | 176             | 1906                  |
| Saint-François-d'Assise    | 738             | 1926                  |
| Saint-Alexis-de-Matapédia  | 660             | 1855                  |
| L'Ascension-de-Patapédia   | 221             | 1968                  |
| Matapédia                  | 758             | 1905                  |

### Transports

Panneau routier

Le principal axe de communication est la route 132 sur une orientation du nord-ouest au sud-est. La majorité de la population et des municipalités se situent le long de la route 132. La voie ferrée qui traverse la vallée sur le même axe que la route 132 se divise à Matapédia à l'extrémité est de la vallée pour se rendre au Nouveau-Brunswick et sur la péninsule gaspésienne. Il y circulent deux trains passagers de Via Rail, Le Chaleur et L'Océan, qui sont souvent attachés ensemble à partir de Matapédia. Deux routes provinciales sur un axe du nord au sud relient la vallée au fleuve Saint-Laurent : la route 297 de Saint-Moïse à Baie-des-Sables et la route 195 d'Amqui à Matane.

## Histoire

### Époque précoloniale

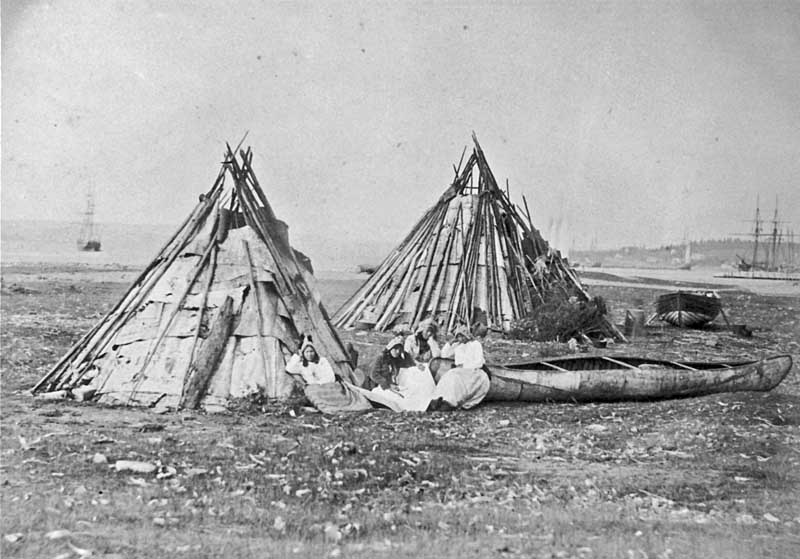
Camp micmac, photographie de Paul-Émile Miot datant de 1857

Les Micmacs et les Malécites habitaient le territoire de la vallée de la Matapédia avant l'arrivée des Européens en Amérique du Nord. Ils habitaient surtout le territoire de la baie des Chaleurs, mais ils venaient pêcher à l'embouchure de la rivière Mitis sur le fleuve Saint-Laurent en suivant la rivière Matapédia. Vers 500 ans av. J.-C., les Micmacs commencèrent à s'établir davantage à l'intérieur de la vallée.
Le 26 mai 1694, le gouverneur de la Nouvelle-France, le comte de Frontenac, concède la seigneurie du lac Matapeguia (ou Matapédia) qui s'étend sur une lieue autour du lac éponyme à Charles-Nicolas-Joseph D'Amours de Louviers. Contrairement à la loi en vigueur qui obligeait les seigneurs à développer leur seigneurie, D'Amours ne mit même jamais les pieds dans la vallée et n'y envoya personne. Il mourut en 1728 sans léguer officiellement la seigneurie. C'est pourquoi lors de la construction du chemin Kempt vers 1830, il n'y a aucune mention de cette seigneurie alors que tous se croyaient sur un terrain de la Couronne. Mais Marie-Françoise Damours de Louvières avait hérité de la seigneurie pour une partie ; elle avait épousé Jean-Baptiste Moyse de Rémond et légua sa part de la seigneurie à leur fils Jean-Baptiste Raymond (1757-1825). Ayant eu des difficultés financières, celui-ci vendit la seigneurie en totalité, se portant fort pour les autres héritiers, pour 700 livres en juin 1796 à Patrick Langan,. Ce n'est qu'en 1818 que les premiers colons européens s'y installent, dont plusieurs familles écossaises à Métis et plusieurs loyalistes à la rivière Restigouche où se situe actuellement Matapédia,. Ces deux locations correspondent aux deux extrémités de la vallée de la Matapédia.

### Premières explorations européennes
Pour les colons, le territoire intérieur de la vallée demeurait inexploré. Sir James Kempt, gouverneur du Bas-Canada, envoya, en 1815, un explorateur, Joseph Bouchette, sur le territoire de la vallée de la Matapédia en vue de la construction du chemin Kempt pour relier Métis sur le littoral du fleuve Saint-Laurent à Pointe-à-la-Croix près de la baie des Chaleurs,. Joseph Bouchette écrivit dans Topographie du Bas-Canada que la vallée de la Matapédia est une terre propice à devenir un centre agricole d'importance.
L'invasion américaine sur le territoire canadien survenue peu avant 1815 avait démontré la vulnérabilité de la frontière et créa le besoin de relier Québec à Halifax. Cela faisait plusieurs années que les Gaspésiens demandaient un moyen de communication avec la métropole, car, en dehors de la saison de navigation, ils étaient littéralement coupés du monde. À cette époque, le service de poste s'effectuait par un sentier rudimentaire de la seigneurie de Kamouraska jusqu'au lac Témiscouata pour se rendre dans les Maritimes en passant par la rivière Madawaska et le fleuve Saint-Jean,. Le chemin passant par le lac Témiscouata était très rudimentaire et devenait de plus en plus inefficace pour les besoins grandissants. C'est ainsi que l'on décida de faire passer un nouveau chemin par le lac Matapédia afin de pouvoir desservir les côtes gaspésiennes et de la baie des Chaleurs par le même chemin : un chemin à fins militaires qui sera connu sous le nom de chemin Kempt. En 1824, James Crawford repris le flambeau de Joseph Bouchette pour l'exploration de l'intérieur de la vallée sous l'ordre du gouverneur James Kempt pour trouver l'endroit où faire passer le chemin Kempt. Dans son rapport du 4 mai 1824, il indique que même si la distance est plus longue en passant par le lac Matapédia à partir de Métis, la route en est beaucoup plus aisée. Cependant, il indique aussi que la route à l'est du lac Matapédia sera plus difficile même en suivant la rivière étant donné que les rives sont souvent escarpées. Dans son rapport, James Crawford indique aussi qu'il n'existe même pas de chemin pour piétons dans la vallée de la Matapédia et qu'il serait très utile pour la population locale d'en construire un. Le successeur de Kempt, Aylmer, mit le projet sur pied six ans plus tard. Cependant, en 1845, il n'y a que la section partant de Métis jusqu'au lac Matapédia qui est complétée.

### Les premiers résidents

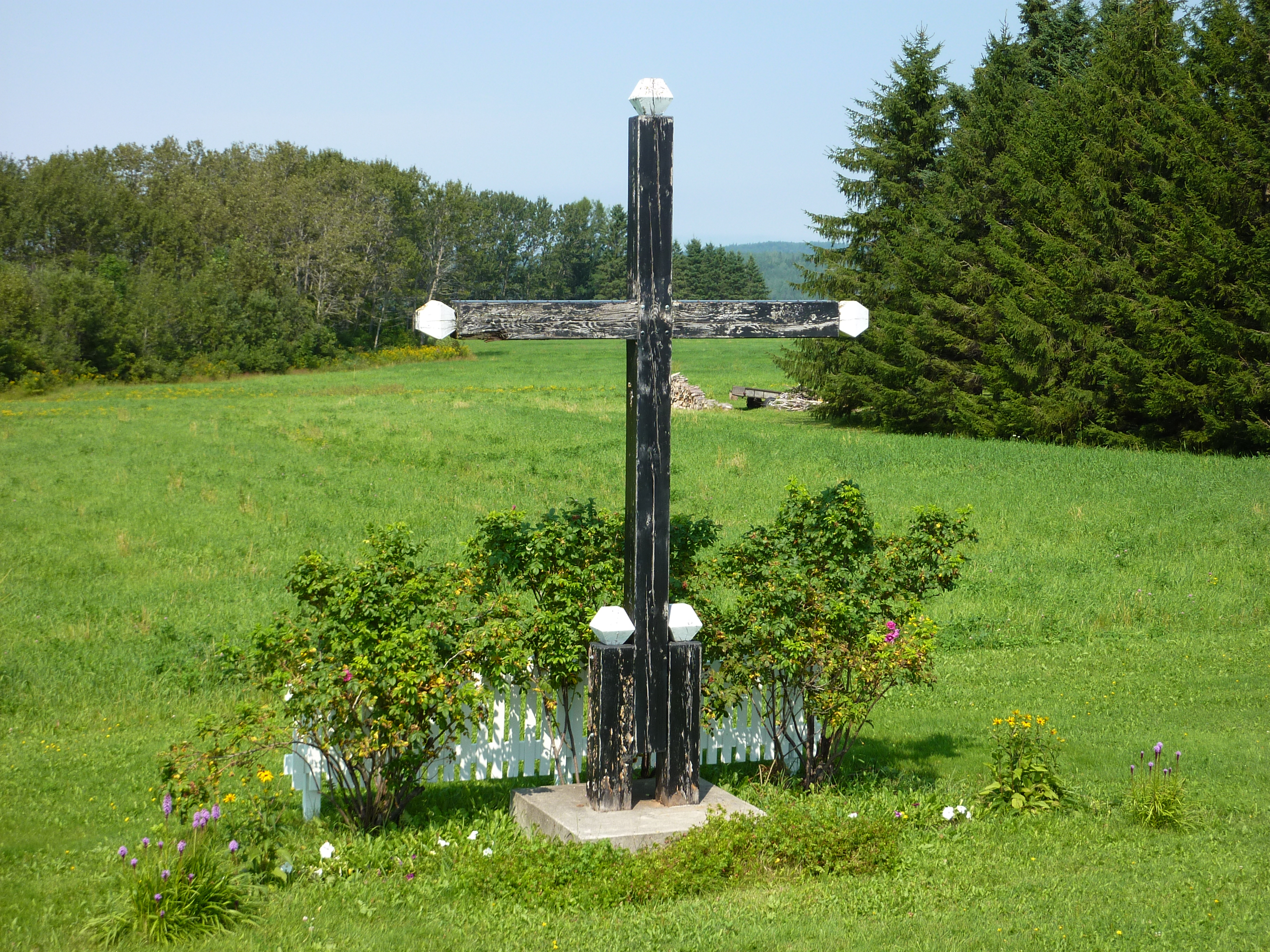
Croix de chemin érigée en 1875 par Marcelline Brochu, épouse de Pierre Brochu replacée à l'endroit de l'établissement de Pierre Brochu en 1833

Le premier résident européen dans la vallée de la Matapédia fut le Canadien français Pierre Brochu (1795-1871) qui s'établit à la tête du lac Matapédia en 1833 où la rivière Saint-Pierre s'y jette à l'emplacement actuel de Sayabec. Il assurait le poste de gardien le long du chemin Kempt pour les postillons et les voyageurs. De plus, le lac Matapéguia (ou lac Matapédia) pris le nom de lac à Brochu jusqu'en 1871, date correspondant au décès de Pierre Brochu. Les autres gardiens de postes furent Malcolm Fraser qui s'établit à l'endroit actuel de Saint-Moïse, Marcel Brochu, fils de Pierre Brochu, qui s'établit à la décharge du lac Matapédia près de l'emplacement actuel d'Amqui, Georges Lebel qui s'établit au Lac-au-Saumon, Jonathan Noble qui prit résidence sur le site de l'actuelle église de Causapscal et, en 1849, Thomas Evans au ruisseau Assemetquaghan où se situe actuellement Routhierville. En plus de ces gardiens, le fils Noble s'est établi près de son père aux Fourches, aujourd'hui le parc des Fourches de Causapscal, et Ferdinand Duval prit domicile au Lac-au-Saumon. Il faut aussi ajouter la venue des Acadiens de l'Île-du-Prince-Édouard et des Îles-de-la-Madeleine qui venaient défricher les terres en s'établissant dans la vallée de la Matapédia, surtout dans sa partie orientale.
Dans les années 1880, la vallée comptait environ 1 700 habitants et, à l'aube du XXe siècle, elle en comptait 8 000.

### Les chemins Kempt et Matapédia
L'état du chemin Kempt demeurait déplorable jusqu'à l'éclatement de la guerre de Sécession aux États-Unis qui créa une inquiétude assez grande pour que le gouvernement investisse enfin les sommes nécessaires à l'établissement d'une route digne de ce nom. Le tracé original avait déjà été modifié pour que le chemin rejoigne la mer à Sainte-Flavie. C'est à partir de 1860 que le chemin Matapédia vient remplacer le chemin Kempt. Finalement, en 1867, le chemin Matapédia est terminé.

### Le chemin de fer de l'Intercolonial

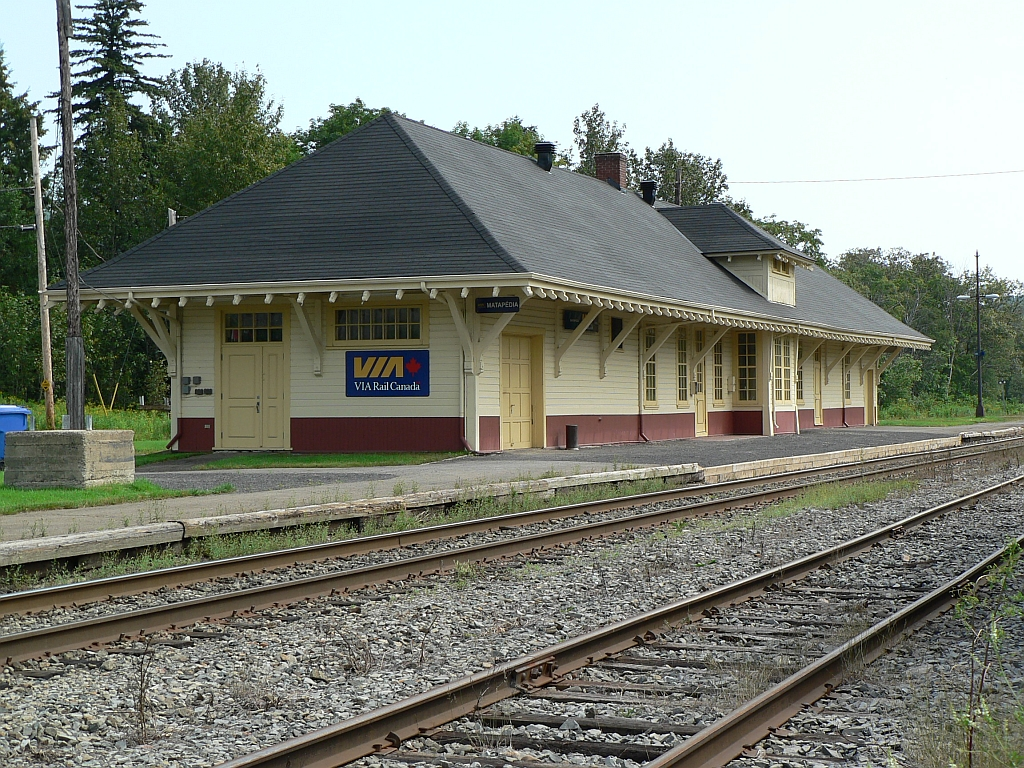
Gare ferroviaire à Matapédia

Lors de la conférence de Québec en octobre 1864, la décision de construire le chemin de fer de l'Intercolonial afin de rejoindre le Grand Tronc à Rivière-du-Loup a été prise. En 1871, la construction de ce chemin de fer traversant toute la vallée de la Matapédia commence. Il fut terminé en 1876. Ce chemin de fer allié aux chemins Matapédia et Kempt furent des catalyseurs primordiaux au développement démographique de la vallée. En effet, entre 1900 et 1940, la population de la vallée grimpa de plus de trente mille habitants.

### Développement des paroisses

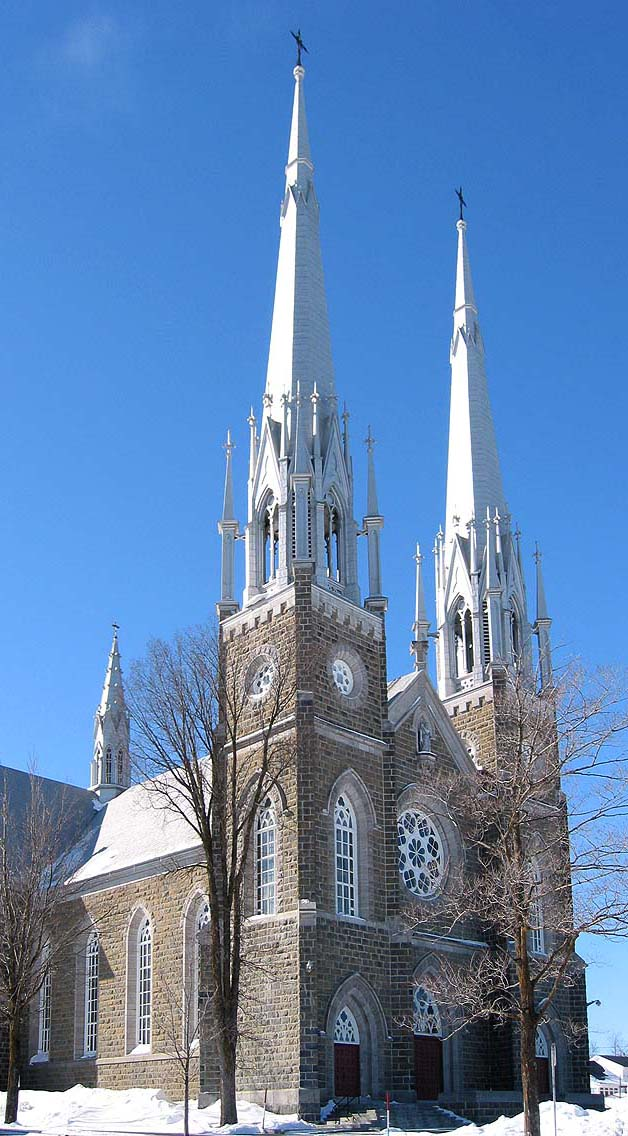
Église de Val-Brillant

Sainte-Angèle-de-Mérici, le long de la rivière Mitis sur le chemin Matapédia, fut la première paroisse de l'ouest de la vallée à être érigée canoniquement en 1868. Habitée dès 1870 et érigée canoniquement en 1873, Saint-Moïse est la plus vieille paroisse à l'intérieur de la vallée. À l'autre extrémité de la vallée, c'est la paroisse de Saint-Alexis-de-Matapédia qui est fondée en 1870 par douze Acadiens. En effet, en 1860, le missionnaire Georges-Antoine Belcourt obtint une concession pour les familles pauvres de sa paroisse qu'il incita à aller coloniser la vallée de la Matapédia qui avait à offrir des terres fertiles propices au développement. Les Québécois furent généreux envers ces nouveaux arrivants et, grâce à leur aide financière et matérielle, l'établissement prospéra rapidement. Ils furent plus tard rejoints par 300 autres Acadiens de l'Île-du-Prince-Édouard et des îles de la Madeleine. Saint-Alexis-de-Matapédia fut suivi par les paroisses avoisinantes de L'Ascension-de-Patapédia, de Matapédia, de Saint-André-de-Restigouche et de Saint-François-d'Assise qui furent aussi développées par des Acadiens. La première chapelle de Saint-Damase fut construite en 1879 et la paroisse fut érigée canoniquement en 1884. La paroisse de Val-Brillant en plein cœur de la seigneurie du Lac-Matapédia fut érigée canoniquement en 1889 et avait déjà plus de 2 200 habitants dans les années 1920. Elle fut baptisée en l'honneur de Pierre Brillant qui est considéré comme étant le « père de la Vallée ». La même année, la paroisse d'Amqui fut aussi érigée canoniquement à l'extrémité est du lac Matapédia à la source de la rivière Matapédia. Elle avait plus de 3 000 habitants dans les années 1920. La paroisse de Sayabec, érigée canoniquement en 1896 s'est développée très rapidement et comptait plus de cinq cents familles dans les années 1920. La même année, la paroisse de Causapscal est aussi érigée canoniquement. Celle-ci comprenait plus de 2 000 habitants dans les années 1920. La paroisse de Matapédia est érigée canoniquement en 1905. Son érection est aussi tardive parce que ses habitants d'origine écossaise sont surtout protestants. En 1907, les paroisses de Saint-Léon-le-Grand et de Lac-au-Saumon se détachent de celle d'Amqui. Lac-au-Saumon a été principalement développé par des Acadiens. En 1910, c'est au tour de la paroisse de Sainte-Florence d'être érigée canoniquement. En seulement dix ans, cette paroisse comptait déjà près de 700 habitants. Un an plus tard, la paroisse de Saint-André-de-Restigouche voit son premier curé résident. La paroisse de La Rédemption est créée lors de la campagne de colonisation du gouvernement à la suite de la crise économique de 1929.

### Développement économique

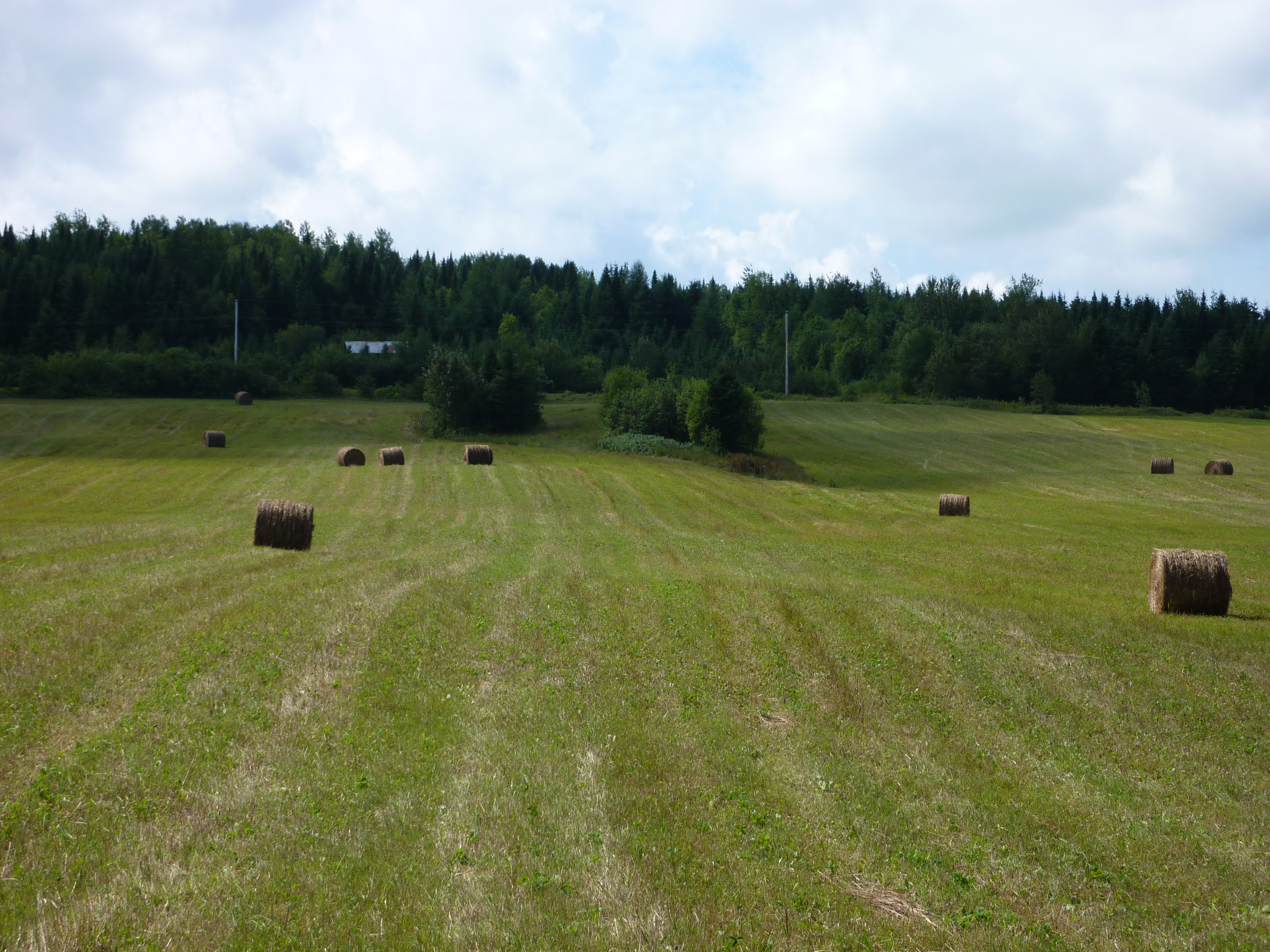
Champs à Saint-Alexandre-des-Lacs

L'industrie forestière a été la principale motivation pour apporter des colons dans la vallée. L'agriculture a été l'activité économique qui a permis l'établissement permanent de colons et la formation des différentes paroisses. Les compagnies forestières telles que la John Fenderson Lumber Co., la Cie Price Bros. et la Brown Corporation ont implanté des établissements industriels qui ont permis le développement en importance des villages.

## Culture
De par son histoire, la vallée de la Matapédia partage plusieurs éléments culturels avec les Acadiens, ses voisins du sud. De plus, le drapeau acadien flotte dans plusieurs municipalités notamment Amqui, Causapscal et Lac-au-Saumon.

## Tourisme

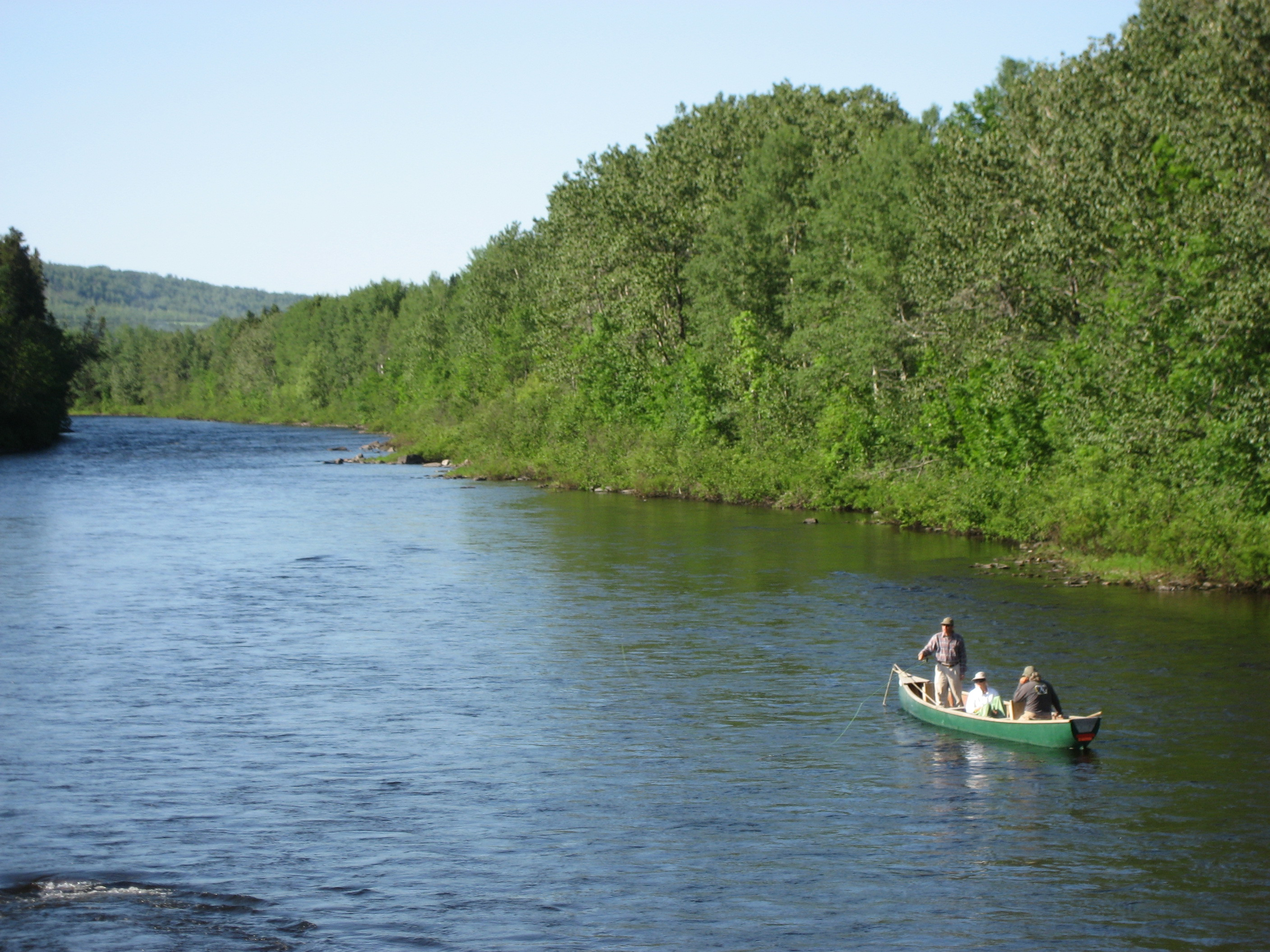
Pêcheurs en canot sur la rivière Matapédia

La vallée de la Matapédia est une sous-région touristique de la Gaspésie. La vallée est réputée pour ses activités de plein air, dont le ski, la chasse et la pêche. La pêche au saumon est très populaire sur la rivière Matapédia. Le parc régional de Val-d'Irène est un centre de ski de neige entièrement naturelle offrant 26 pistes de ski alpin et de planche à neige en plus de pistes de raquettes et de ski de fond. Le sentier international des Appalaches traverse la vallée de la Matapédia du nord au sud. De plus, de nombreux sentiers pédestres régionaux sont aménagés dans la seigneurie du Lac-Matapédia pour la randonnée dans les monts Chic-Chocs.

### Filmographie
- DVD La Matapédia, un milieu de vie authentique, produit par le CLD de La Matapédia et la télévision communautaire vallée-de-la-Matapédia, textes de PLUME-ART, scénario et montage de Yidam Boudhi, 2009.
- Annette Saint-Amand, Itinéraire d'une fille de Saint-Moïse, Éditions Mille et une vies, 2011  (ISBN 978-2-923692-19-7).